# Brevkasse (rubrik)
 For alternative betydninger, se Brevkasse. (Se også artikler, som begynder med Brevkasse)
En brevkasse er en rubrik eller program i et medie som besvarer spørgsmål fra læserne og lytterne. Fra DR kendes især Tine Brylds program Tværs.
Tidligere optrådte danske dagblades brevkasse- og læserbrevsspalter i visse tilfælde som en sammenblandet kategori.